# Arrans
Arrans ist eine französische Gemeinde mit 63 Einwohnern (Stand: 1. Januar 2022) im Département Côte-d’Or in der Region Bourgogne-Franche-Comté. Sie gehört zum Arrondissement Montbard und zum Kanton Montbard.
Nachbargemeinden sind Verdonnet und Planay im Norden, Montbard im Osten, Saint-Rémy im Süden, Buffon und Rougemont im Südwesten und Asnières-en-Montagne im Westen.

## Bevölkerungsentwicklung
| Jahr                       | 1962 | 1968 | 1975 | 1982 | 1990 | 1999 | 2008 | 2015 |
| -------------------------- | ---- | ---- | ---- | ---- | ---- | ---- | ---- | ---- |
| Einwohner                  | 95   | 71   | 62   | 85   | 86   | 82   | 67   | 74   |
| Quellen: Cassini und INSEE |      |      |      |      |      |      |      |      |